# 앨비나 오시포위치

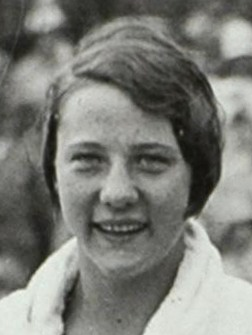

앨비나 루시 샬럿 오스포위치 (Albina Lucy Charlotte Ospowich, 1911년 2월 26일 ~ 1964년 6월 6일)는 미국의 수영 선수였다.
매사추세츠주 우스터에서 태어나 1928년 암스테르담 올림픽에 참가하여 100m 자유형 경주와 400m 자유형 릴레이에서 세계 기록들을 세워 2개의 금메달을 획득하였다.
1933년 로드아일랜드주 프로비던스에 있는 팸브로크 단과 대학(브라운 대학교)을 졸업하였으며, 거기서 필드 하키를 하고 취미로서 지속적으로 수영을 하였다.

## 같이 보기
- 올림픽 수영 여자 메달리스트 목록
- 수영 자유형 100m 세계 기록 추이
- 수영 계영 400m 세계 기록 추이